# Vuelo 4226 de EAS Airlines
El vuelo 4226 de EAS Airlines era un vuelo programado nacional nigeriano de EAS Airlines entre las ciudades de Kano (Aeropuerto Internacional de Kano Mallam Aminu) y Lagos (aeropuerto Internacional Murtala Muhammed). Aproximadamente a las 14:35 hora local (13:35 UTC) del 4 de mayo de 2002, el vuelo 4226 de Kano se estrelló en una zona residencial de la ciudad llamada Gwammaja. El avión, un BAC One-Eleven 525FT de 21 años y 5 meses con 69 pasajeros y 8 miembros de la tripulación a bordo, estalló en llamas al impactar. El accidente provocó la muerte de 64 pasajeros y 7 tripulantes, además de al menos 78 civiles en tierra.
Antes del accidente fatal, la aeronave involucrada en el incidente había estado en tierra en dos ocasiones anteriores: una en 2001 durante once días para realizar el mantenimiento del motor, y nuevamente en 2002 durante 52 días para solucionar problemas del motor.
El vuelo 4226 es el accidente de aviación más mortal que involucra a un BAC One-Eleven. La investigación posterior realizada por las autoridades nigerianas concluyó que el accidente fue causado por un error del piloto.

## Pasajeros y tripulación
El vuelo 4226 llevaba 69 pasajeros y 8 miembros de la tripulación en el momento del accidente, contrariamente a los informes iniciales que afirmaban que el avión transportaba a 105 pasajeros. 17 pasajeros abordaron el avión en Kano. La mayoría de los pasajeros eran nigerianos, y se confirmó que un libanés estaba a bordo del vuelo 4226. Varias personas fueron rescatadas vivas de los restos. Sin embargo, un sobreviviente, identificado como el general del ejército Bozegha, sucumbió a sus heridas al día siguiente. Los supervivientes fueron identificados como Idowu Adebayo, la auxiliar de vuelo Naomi Ukpong, Adesina BA, Najeeb Ibrahim y el general de brigada EO Ikewugha. Todos sufrieron quemaduras.
Entre los pasajeros se encontraba el ministro de Deportes de Nigeria, Ishaya Mark Aku. Iba de camino para asistir a un compromiso oficial. También se confirmó que tres clérigos católicos estaban a bordo del vuelo 4226. Fueron identificados como el Rev. Damap K., el Rev. Anegbe CJ y la Rev. Sister Benrett. También se confirmó que el personal administrativo de la Autoridad Nacional de Energía Eléctrica de Jos, Sulaiman Olayinka Oye-shola, estaba a bordo.
El piloto fue el Capitán Inneh Peter con un vuelo de más de 14.000 horas y el copiloto fue el Primer Oficial CE Adegboye. Los ingenieros de vuelo fueron Emmanuel Idoko y Muhammad Sarki. Ninguno de los miembros de la tripulación, excepto Naomi Ukpong, sobrevivió al accidente.

## Accidente
El vuelo transportaba a 69 pasajeros y 8 tripulantes. El piloto era el capitán Inneh Peter y el copiloto era el primer oficial CE Adegboye. Los ingenieros de vuelo fueron Emmanuel Idoko y Muhammad Sarki. Peros Doris era el sobrecargo de cabina e Iwenofu Nenne, Naomi Ukpong y Nwokeji Ifeyinwa eran los asistentes de cabina. El vuelo 4226 despegó del aeropuerto internacional de Kano a la 1:32 p. m. hora local. El vuelo 4226 luego comenzó a desviarse de un lado a otro. El Capitán Peter informó a la torre de control que estaba teniendo una falla en el motor. Más tarde, el avión cayó al suelo a la 1:35 p. m. hora local, solo tres minutos después del despegue.
Las personas en tierra que presenciaron cómo el avión se acercaba a ellos se apresuraron a ponerse a salvo. El vuelo 4226 luego golpeó varias estructuras en el suelo, incluida una escuela local y dos mezquitas, se estrelló y estalló en llamas. La mayoría de los edificios colapsaron debido al desastre. El servicio de oración se llevó a cabo en las mezquitas locales en el momento del accidente.
Testigos presenciales afirmaron que los supervivientes en el suelo empezaron a llorar y gritar, y corrieron al lugar del accidente para buscar a sus familiares atrapados entre los escombros. Según un testigo, escucharon varias llamadas de auxilio desde el interior del avión. Los bomberos acudieron al lugar. Sin embargo, debido a la falta de agua en el área, los bomberos no pudieron apagar el fuego.
4 supervivientes fueron rescatados vivos de los escombros. Entre ellos se encontraba un pasajero libanés, un general del ejército y un asistente de vuelo. Un sobreviviente fue encontrado con «un hueso saliendo de su frente». Se recuperaron 26 cuerpos del lugar del accidente. Las autoridades recopilaron información sobre las víctimas y las personas atrapadas. Los voluntarios dijeron a la Agencia de Noticias de Nigeria que tres alumnos de una escuela local que fue golpeada por el avión quedaron atrapados entre los escombros. El director pudo ser rescatado. Se desplegaron soldados y policías en el lugar.
Posteriormente, los equipos de rescate recuperaron más de 70 cuerpos del lugar del accidente. Las autoridades declararon que el depósito de cadáveres local se había llenado al máximo debido al número de muertos. Sus cuerpos fueron transportados al Hospital Universitario Aminu Kano. Los trabajadores de emergencia fuera de servicio fueron llamados a trabajar en respuesta a la crisis del desastre.

## Respuesta del gobierno
El presidente de Nigeria, Olusegun Obasanjo, interrumpió su visita a los estados del sur de África y ordenó una investigación inmediata del accidente. Todas las banderas nigerianas quedarían a media asta en toda Nigeria en respuesta al accidente, agregó más tarde. El emir de Kano, Ado Bayero, junto con el gobernador del estado de Kano, Rabiu Isa Kuamkwaso, visitaron el lugar del accidente. Posteriormente, el Emir y el Gobernador expresaron su condolencia a los familiares de las víctimas.

## Investigación
Las autoridades nigerianas abrieron una investigación sobre el accidente, y el ministro de Aviación, Kema Chikwe, instituyó un panel para investigar el accidente. Las cámaras legislativas superiores federales de Nigeria comenzaron una sesión pública el mismo día del accidente, discutiendo sobre el accidente como parte de la investigación. El director gerente de EAS Airlines, Idris Wada, insistió en que el avión todavía estaba en buenas condiciones. Más tarde agregó que Lloyds Insurance, aseguradoras de la aeronave BAC 1-11-500 que estuvo involucrada en el accidente, envió un representante desde Londres para investigar la causa del accidente. Según él, el avión involucrado en el accidente estaba equipado con el motor de un avión BAC 1-11 de EAS Airlines en tierra cuatro días antes del accidente, lo que generó dudas en el Senado. Afirmó que la práctica no era infrecuente entre la industria de la aviación.
Ambas grabadoras se enviaron al Reino Unido para su posterior análisis.
Tras una investigación del Ministro de Aviación de Nigeria, se dictaminó que la causa del accidente fue un error del piloto. Los resultados de la investigación indicaron que los motores fallaron debido a la ingestión de una gran cantidad de polvo. Esto ocurrió como resultado de que el piloto sobrepasó la pista y continuó el despegue a través de una zona de césped al final de la pista. Tras la avería del motor, el avión descendió rápidamente a la vecina zona de Gwammaja de Kano y finalmente destruyó varias estructuras en el suelo. Su accidente resultó en la muerte de todos menos seis (cinco pasajeros y un miembro de la tripulación) de los ocupantes del avión, además de 78 civiles en tierra.

## Galería

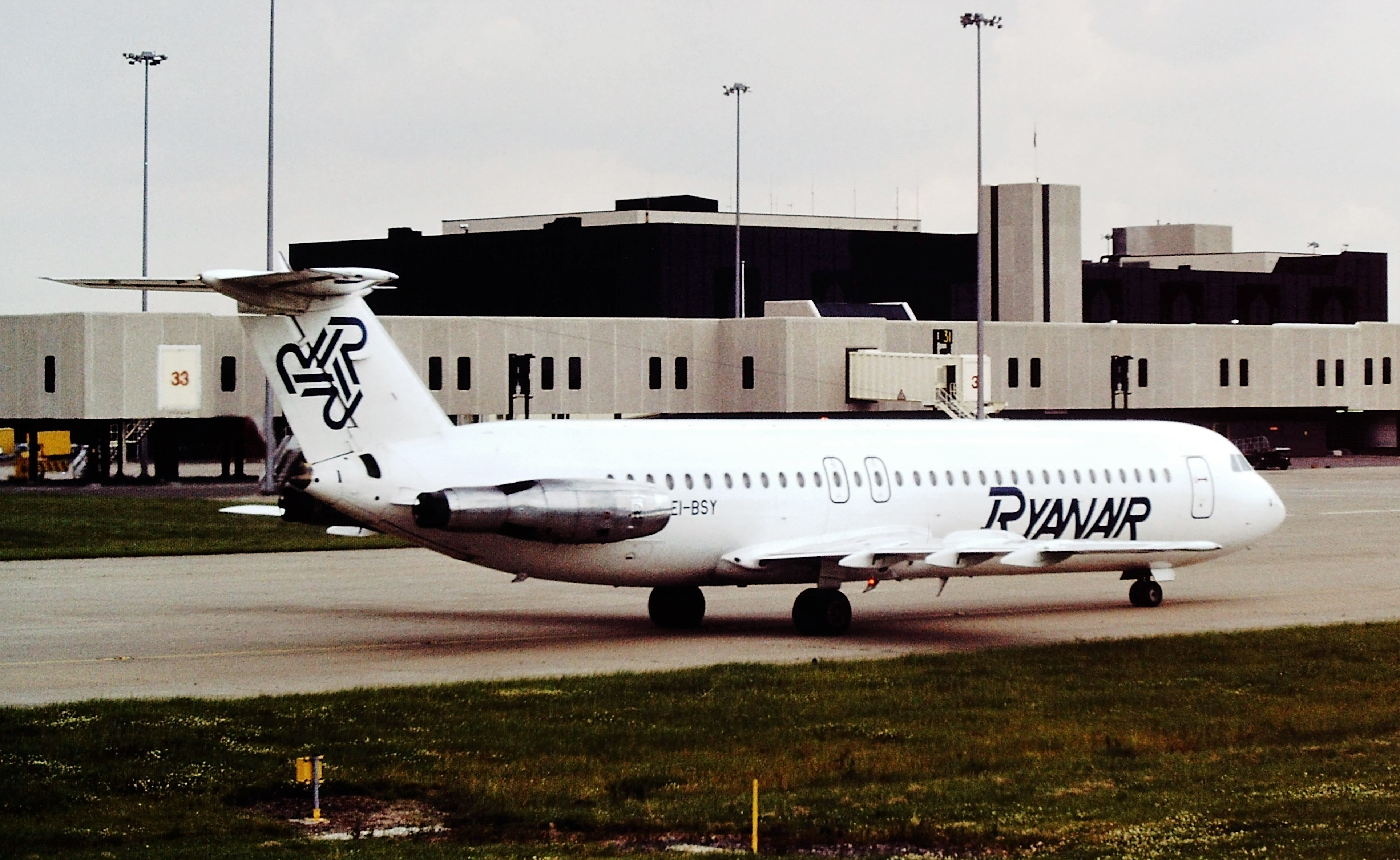
El avión involucrado en el accidente fotografiado en julio de 1987 mientras estaba en servicio con Ryanair.
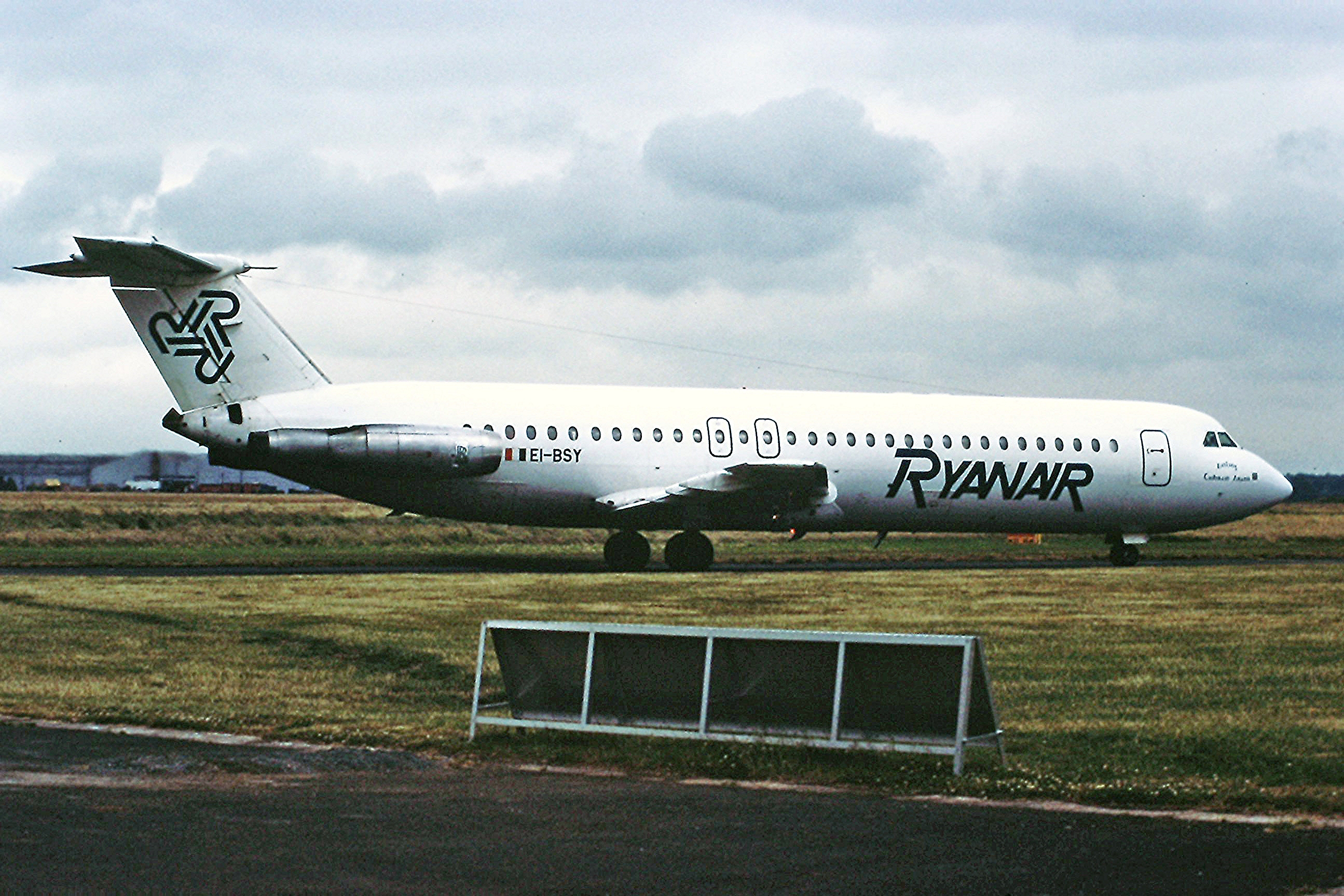
El avión involucrado en el accidente fotografiado en junio de 1989.
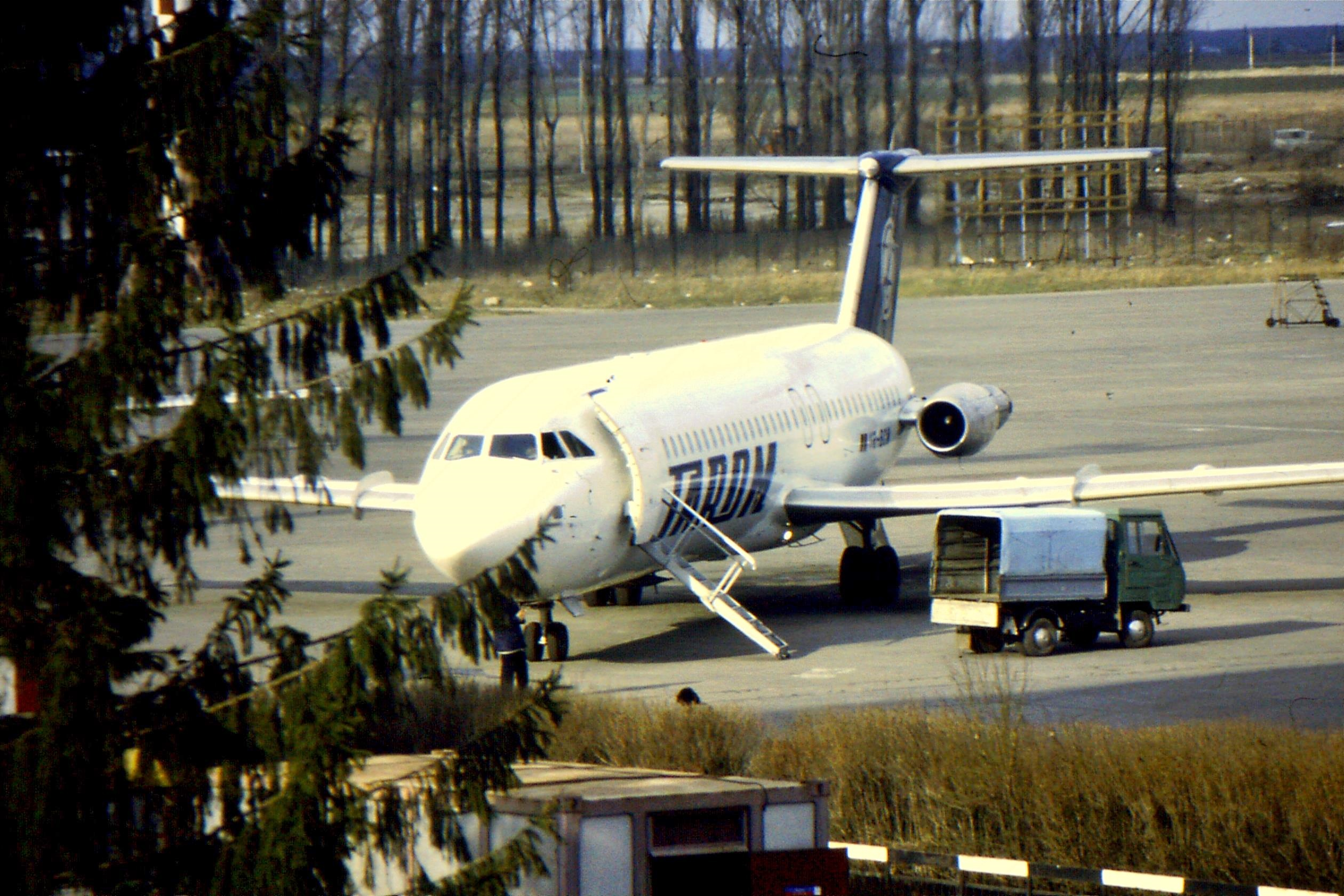
El avión involucrado en el accidente fotografiado en marzo de 1994.